# Bantam (gia cầm)

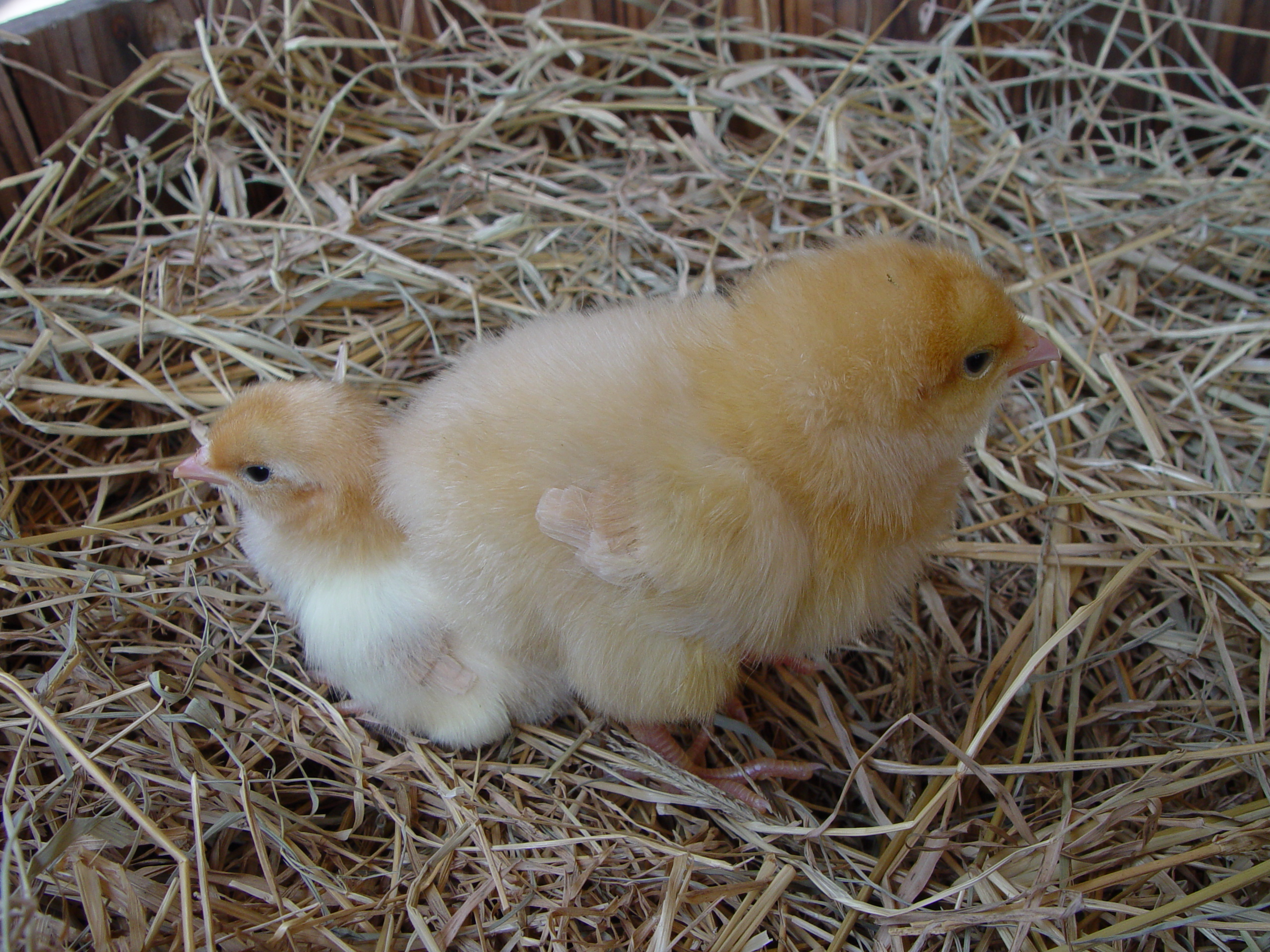
Một con gà Bantam tiêu chuẩn

Bantam là các giống gia cầm cỡ nhỏ, thường là gà hoặc vịt. Thuật ngữ này bắt nguồn từ tiếng Indonesia là Ayam kate, bắt nguồn từ thành phố Bantam.

## Đặc điểm
Những con gà Bantam là loại gà cỡ trung bình, đây là loài gà có bộ lông siêu nặng. Những năm 1860, những người lính từ Trung Quốc trở về đã đem theo những con gà Bantam về Anh. Bantam đã trở thành một trong những giống gà nổi tiếng ở châu Âu. Từ trước đến nay, Bantam vẫn được biết đến là giống gà Bắc Kinh ở hầu hết các nước châu Âu.
Bantam có bộ lông dày và nặng, cẳng chân và những ngón chân của chúng dường như to hơn bình thường rất nhiều. Bantam có dáng vẻ uy nghi, lộng lẫy. Những con trống thì tỏ ra rất hung hăng, trong khi những con mái lại rất dịu hiền. Gà bantam thanh lịch này của Anh được coi là một giống gà chọi độc đáo bởi sự tỉnh táo, dáng vẻ hiên ngang và phong cách tự tin. Gà bantam không chỉ nổi tiếng nhờ bộ lông độc đáo mà còn đặc biệt bởi có 5 cựa, thay vì 4 cựa như các giống gà khác.